# Jean Randriamamitiana
Jean-Jacky Randriamamitiana (* 19. Juni 1973) ist ein ehemaliger madagassischer Sprinter. Er nahm an den Olympischen Sommerspielen 2000 in Sydney über 100 Meter der Männer teil, schied jedoch bereits im Vorlauf aus.